# Kohlesmühle (Creglingen)
Kohlesmühle ist eine Kleinsiedlung der Stadt Creglingen im Main-Tauber-Kreis im Norden Baden-Württembergs.

## Geographie
Der Ort steht etwa ein Kilometer südlich von Creglingen im nordwärts laufenden Tal des Herrgottsbachs am rechten Ufer und am rechten Unterhang. Ein etwa einen halben Kilometer langer Mühlkanal neben dem Bach läuft von Süden zu.

## Geschichte
Auf dem Messtischblatt Nr. 6526 „Creglingen“ von 1934 war der Ort als Kohlesmühle mit wenigen Gebäuden verzeichnet.

## Kultur und Sehenswürdigkeiten

### Fingerhutmuseum
An der Kohlesmühle befindet sich seit 1982 ein Fingerhutmuseum, das neben Fingerhüten aller Art auch andere Nähutensilien der „Fingerhüterzunft“ ausstellt. Als weltweit einziges Spezialmuseum dieser Art stellt es über 3500 Exponate der Fingerhütezunft vor.

### Herrgottskirche
Die Herrgottskirche mit einem Riemenschneider-Altar steht etwa 100 Meter südlich der Kohlesmühle am rechten Unterhang.

## Verkehr
Die Landesstraße 1005 durchquert den Ort von Creglingen kommend. 
Die Kohlesmühle liegt am Jakobsweg Main-Taubertal.